# Le Tyran de Syracuse (film, 1911)
Pour les articles homonymes, voir Le Tyran de Syracuse.
Le Tyran de Syracuse est un film muet français réalisé par Louis Feuillade et sorti en 1911.

## Fiche technique
- Réalisation et scénario : Louis Feuillade
- Société de production : Société des Établissements L. Gaumont
- Format : Muet - Noir et blanc
- Genre : Court-métrage
- Durée : inconnue
- Date de sortie : 
  - France : 1911

## Distribution
- Luitz-Morat
- Renée Carl
- Léonce Perret
- Edmond Bréon